# Pleistarchos
Pleistarchos (död 458 f.Kr.) var agiadisk kung av Sparta från 480 till 458 f.Kr. Han var son till Leonidas I och Gorgo.

## Biografi
Pleistarchos föddes som prins och det är inte osannolikt att han var det enda barnet till föräldrarna Leonidas och Gorgo. Både hans farfar Anaxandrias II och hans morfar Kleomenes I hade varit kungar av den agiadiska dynastin. Detta släktskap innebar att hans föräldrar var farbror respektive brorsdotter med varandra.
När fadern Leonidas I dog vid Thermopyle år 480 f.Kr. var Pleistarchos fortfarande omyndig. Därför kom han under första delen av sin regeringsperiod lyda under farbrodern Kleombrotos förmyndarregentskap. När denne dog redan år 479 f.Kr. tog Pleistarchos kusin Pausanias över rollen som förmyndare. Dennes son Pleistoanax kom senare att bli Pleistarchos efterträdare. Ingen hustru är känd.
Det är inte känt när Pleistarchos själv kom till makten men det måste ha skett allra senast i och med Pausanias död år 468 f.Kr. Troligare är att det skedde redan kring år 477 f.Kr. 

## Populärkultur
En ung Pleistarchos har porträtterats av Giovani Cimmino i 2007 års film 300, inspirerade av Frank Millers och Lynn Varleys tecknade serie med samma namn.